# Fares Boueiz
Fares Nouhad Boueiz, Fares Nuhad Bu-Izz – libański polityk, katolik-maronita, zięć prezydenta Eliasa Hrawiego. Był ministrem spraw zagranicznych Libanu w rządach Umara Karamiego, Raszida as-Sulha i Rafika al-Haririego. Kierował także ministerstwem środowiska w latach 2003–2004. W 1991 został mianowany deputowanym libańskiego parlamentu z dystryktu Kasarwan.